# Nina Companeez
Nina Companeez (Boulogne-Billancourt, 26 agosto 1937 – Parigi, 9 aprile 2015) è stata una sceneggiatrice e regista francese.
Era la figlia minore dello sceneggiatore ebreo russo emigrato Jacques Companéez e sorella minore del contralto Irène Companeez. Sua figlia era l'attrice Valentine Varela. Companeez è stata una collaboratrice di lunga data di Michel Deville. Ha scritto il suo primo film nel 1959. Ha scritto le sceneggiature per 29 film e programmi televisivi. Nell'aprile 2015 è morta all'età di 77 anni.

## Filmografia

### Sceneggiatrice
- Il ladro della Gioconda (On a volé la Joconde), regia di Michel Deville (1966)
- Zärtliche Haie, regia di Michel Deville (1967)
- L'ussaro sul tetto (Le hussard sur le toit), regia di Jean-Paul Rappeneau (1995)

### Sceneggiatrice e montatrice
- Ce soir ou jamais, regia di Michel Deville (1961)
- Le bugie nel mio letto (Adorable menteuse), regia di Michel Deville (1962)
- Il diavolo sotto le vesti (À cause, à cause d'une femme), regia di Michel Deville (1963)
- L'appartamento delle ragazze (L'Appartement des filles), regia di Michel Deville (1963)
- Joe mitra (Lucky Jo), regia di Michel Deville (1964)
- Le armi segrete del generale Fiascone (Martin soldat), regia di Michel Deville (1966)
- Benjamin ovvero le avventure di un adolescente (Benjamin ou Les mémoires d'un puceau), regia di Michel Deville (1968)
- Bye bye, Barbara, regia di Michel Deville (1969)
- L'orso e la bambola (L'ours et la poupée), regia di Michel Deville (1970)
- Le notti boccaccesche di un libertino e di una candida prostituta (Raphaël ou le débauché), regia di Michel Deville (1971)

### Sceneggiatrice e regista
- I primi turbamenti (Faustine et le bel été) (1972)
- Colinot l'alzasottane (L'Histoire très bonne et très joyeuse de Colinot Trousse-Chemise) (1973)
- Comme sur des roulettes (1977)
- Je t'aime quand même (1994)